# Daudnagar
Daudnagar é uma cidade e um município no distrito de Aurangabad, no estado indiano de Bihar.

## Geografia
Daudnagar está localizada a 25° 02′ N, 84° 24′ L. Tem uma altitude média de 84 metros (275 pés).

## Demografia
Segundo o censo de 2001, Daudnagar tinha uma população de 37.977 habitantes. Os indivíduos do sexo masculino constituem 52% da população e os do sexo feminino 48%. Daudnagar tem uma taxa de literacia de 55%, inferior à média nacional de 59,5%: a literacia no sexo masculino é de 63% e no sexo feminino é de 46%. Em Daudnagar, 18% da população está abaixo dos 6 anos de idade.